# Fodnote
Fodnote eller slutnote bruges almindeligvis i forbindelse med dokumenter og bibliografiske og forklarende henvisninger samt citater fra notable kilder.
Man kan ikke bruge begge formater i samme dokument, enten bruges fodnoter eller slutnoter.
Noterne markeres i forbindelse med aktuelt emne eller ord, identificeres dette eksempelvis med et tal eller bogstav, hvorefter den fulde henvisning anbringes efter en skrevet artikel eller sidst i et litterært værk.